# Graciela Mandujano
Graciela Mandujano là một chính trị gia và nhà hoạt động nữ quyền người Chile. Tốt nghiệp khóa học sư phạm tại Đại học Santiago, bà được chính phủ Chile cử đi thăm Triển lãm quốc tế Panama trên Thái Bình Dương tại San Francisco và là đại biểu chính thức của Chile tại Hội nghị Phụ nữ Pan-American ở Baltimore, được tổ chức bởi Liên đoàn cử tri quốc gia phụ nữ. Mandujano tiếp tục hoạt động nghiên cứu của mình tại Đại học Columbia và sống ở Varick House Scharge, và là biên tập viên của Tạp chí Pan-American tại thành phố New York. Vào năm 1922, Mandujano đã làm việc với những người phụ nữ khác để tổ chức Partido Civico Femenino (Đảng Công dân Phụ nữ), trong đó, trong số các mục tiêu của mình, để tìm kiếm quyền bầu cử của người phụ nữ. Bà là người đồng sáng lập Unión Femenina de Chile (Hội liên hiệp phụ nữ Chile) với Aurora Argomedo vào ngày 26 tháng 10 năm 1927. Sau đó, bà từng là tổng thư ký của Movimiento Pro-Emancipación de las Mujeres de Chile, mà bà đồng sáng lập vào ngày 11 Tháng Năm năm 1935 cùng với Elena Caffarena, Susana Depassier, Flora Heredia, Herta Hoschhauser, Angelina Matte, Aida Parada, Olga Poblete, María Ramírez, María Rivera Urquieta, Eulogia Román, Domitila Ulloa, Felisa Vergara, Marta Vergara  và Clara Williams. Aurora Argomedo, Delia Duciền, Zodiac Edwards de Salas, Elvira Roga và Elcira Rojas cũng là những người đương thời. Bà là thành viên của ban chỉ đạo của Femeninas Federación Chilena de Instituciones Femeninas. Trong vai trò cố vấn chính phủ của Chile, Mandujano đã tham dự Hội nghị Lao động Quốc tế năm 1941 của ILO tại Đại học Columbia.